# Acide méthylsulfonique
L'acide méthylsulfonique ou acide méthanesulfonique est un acide organique de formule brute CH4O3S. Il est utilisé en tant que catalyseur en synthèse organique notamment pour les estérifications, les alkylations, la formation d'acides carboxyliques et peroxycarboxyliques et est un indicateur environnemental des émissions de soufre dans l'atmosphère.

## Propriétés physico-chimiques
Le pKa de l'acide est estimé à -1,9.

## Production et synthèse
Les alcanes ne réagissent pas facilement avec le trioxyde de soufre ou l'oléum. La sulfoxydation ou la sulfochloration sont les principaux procédés de fabrication à partir des alcanes.